# 骨化性纤维黏液样肿瘤
骨化性纤维黏液样肿瘤（ossifying fibromyxoid tumo）是一种黏液瘤，四肢较躯干更多见。发生自间充质。头部和颈部很少见，但亦有报道。好发于成年人。常表现为皮下组织或肌肉内小肿块，无痛。